# Hoa hậu Chuyển giới Quốc tế 2006
Hoa hậu Chuyển giới Quốc tế 2006 là cuộc thi Hoa hậu Chuyển giới Quốc tế lần thứ 3 được tổ chức tại Pattaya, Thái Lan vào ngày 29 tháng 10 năm 2006. Hoa hậu Chuyển giới Quốc tế 2005 - Mimi Marks đến từ Hoa Kỳ đã trao lại vương miện cho người kế nhiệm, cô Erica Andrews đến từ Mexico.

## Kết quả
| Kết quả                          | Thí sinh |
| -------------------------------- | --- |
| Hoa hậu Chuyển giới Quốc tế 2006 | - Mexico - Erica Andrews |
| Á hậu 1                          | - Philippines - Patricia Montecarlo |
| Á hậu 2                          | - Thái Lan - Ratravee Jiraprapakul |
| Top 10                           | - Philippines - Joyce Azarcon - Hoa Kỳ - Domanique Shappelle - Philippines - Armela Esguerra - Malaysia - Phylliscia Hsuan - Hàn Quốc - Maria - Philippines - Catarina Ileth Halili - Nhật Bản - Shining Shyna |

## Các giải thưởng phụ
| Giải thưởng                 | Thí sinh                                 |
| --------------------------- | ---------------------------------------- |
| Trang phục Dạ hội đẹp nhất  | - Malaysia – Phylliscia Hsuan            |
| Hoa hậu Ảnh                 | - Philippines – Armela Esguera           |
| Hoa hậu Thân thiện          | - Philippines – Shaina Marie Barber      |
| Trang phục Dân tộc đẹp nhất | - Hàn Quốc – Maria                       |
| Hoa hậu Tài năng            | - Hoa Kỳ – Domanique Shappelle           |
| Hoa hậu Bình chọn           | - Philippines – Alexis Marinas Jaromillo |

## Thí sinh tham gia
| Quốc gia    | Thí sinh                |
| ----------- | ----------------------- |
| Hoa Kỳ      | Asia Vitale             |
| Malaysia    | Shasha                  |
| Philippines | Catarina Ileth Halili   |
| Anh Quốc    | Leah True               |
| Nhật Bản    | Shining Shyna           |
| Philippines | Donita Crown Linapacan  |
| Philippines | Armela Esguerra         |
| Malaysia    | Phylliscia Hsuan        |
| Ai Cập      | Darlene Illyana         |
| Philippines | Alexis Marina Jaromillo |
| Hoa Kỳ      | Domanique Shappelle     |
| Úc          | Kathryn Cole            |
| Philippines | Patricia Montecarlo     |
| Nhật Bản    | Hikaru Asakawa          |
| Ý           | Alessandra Da Costa     |
| Philippines | Joyce Azarcon           |
| Colombia    | Diana Mascaros          |
| Philippines | Shaina Maria Barber     |
| Mexico      | Erica Andrews           |
| Philippines | Kristine Madrigal       |
| Thái Lan    | Ratravee Jiraprapakul   |
| Indonesia   | Sylvia                  |
| Hàn Quốc    | Maria                   |

## Chú ý

#### Tham gia lần đầu
- Úc
- Colombia
- Egypt
- Ý
- Mexico
- UK

#### Bỏ cuộc
- Brazil
- Đức
- Lào